# Чистые пруды (песня)
«Чи́стые пруды́» (инципит «У каждого из нас на свете есть места…») — песня Давида Тухманова на слова Леонида Фадеева. Получила широкую известность после исполнения Игорем Тальковым на фестивале «Песня года» в 1987 году (Песня-87).

## История создания

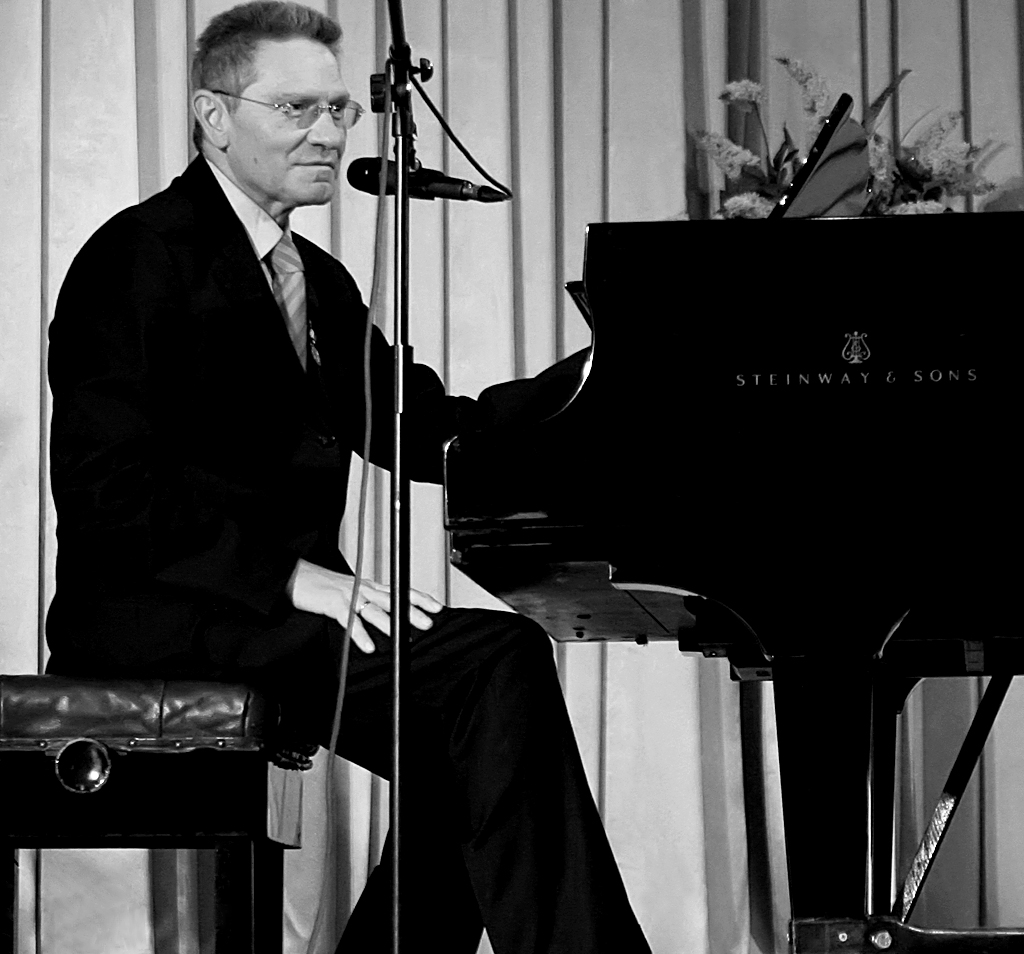
Давид Тухманов. 2007

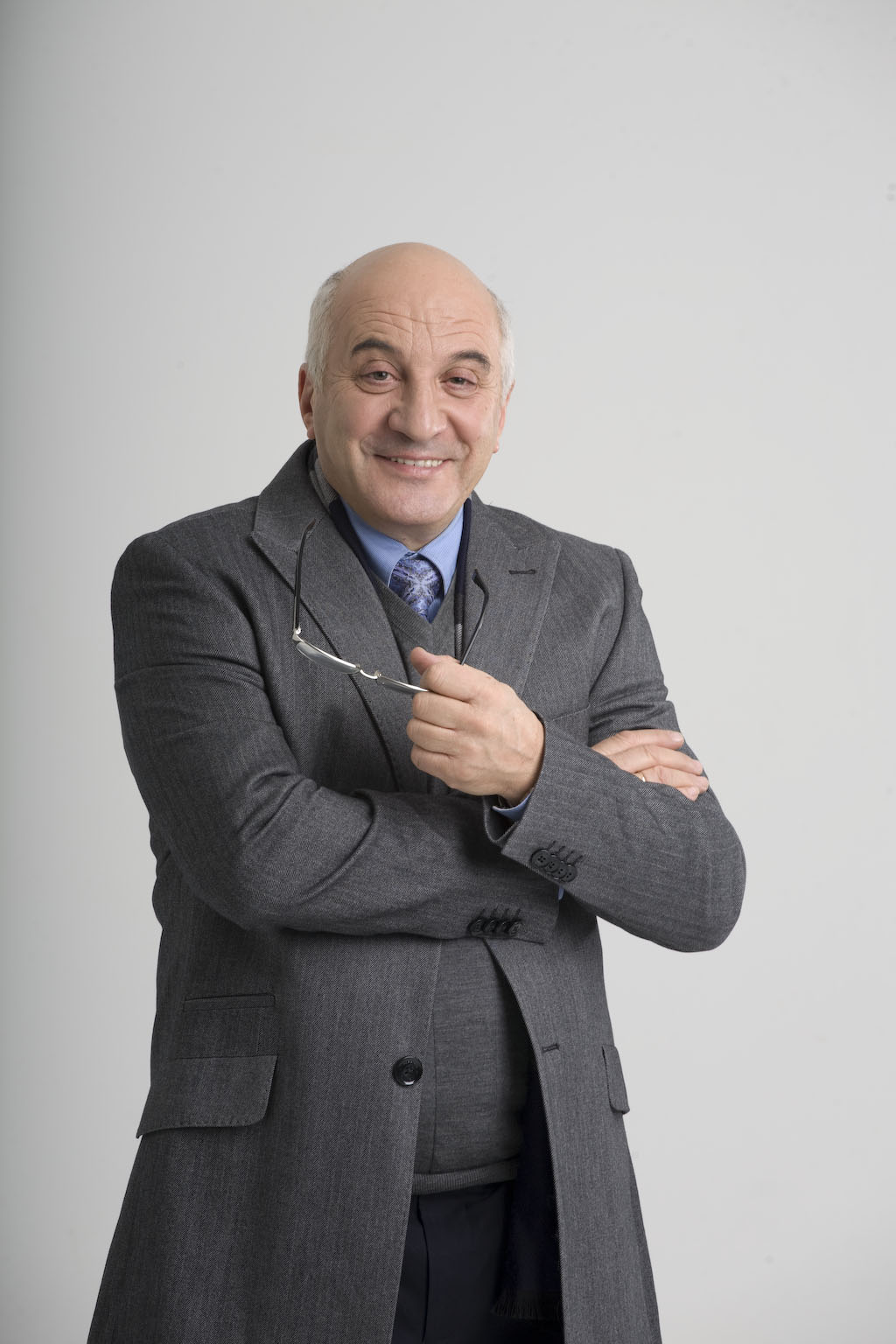
Леонид Фадеев. 2010

В 1986 году известному советскому композитору Давиду Тухманову предложили в качестве художественного руководителя вести проект «Электроклуб», куда входили солисты Ирина Аллегрова и Игорь Тальков. Не говоря открыто, Тальков несколько раз намекал на своё авторство музыки к этой песне, называя себя «Тёмной лошадкой» с отсылкой к названию и содержанию одной из написанных им для «Электроклуба» песен и подразумевая, что Тухманов просто его использовал как автора музыки, даже не дав тому дебютировать с этой песней на сцене (в качестве первого исполнителя был избран сторонний человек), нигде о нём не упоминая и присваивая себе авторство произведений в обмен на возможность Талькову выступать на сцене, — для Талькова, который ещё несколько месяцев назад вынужден был работать таксистом, даже такой вариант «творческого союза» представлял собой шанс для реализации собственного творчества.
Сам Давид Тухманов считал «Электроклуб» коммерческим проектом, но при этом планировал записать эту песню на стихи Леонида Фадеева, для издания пластинки «Электроклуба» и искал подходящего исполнителя. Его выбор остановился на Игоре Талькове, который исполнил эту песню, и она была издана на пластинке Тухманова «Электроклуб», которая вышла в 1987 году, а затем и на собственной пластинке Игоря Талькова «Чистые пруды» в этом же году.
В 1988 году на песню «Чистые пруды» был снят видеоклип. Съемки производились на Чистых прудах в Москве.
Игорь Тальков так говорил о роли песни «Чистые пруды» в его судьбе:

Эта песня в определённой степени сослужила мне в общем отрицательную службу. Почему? Я стал социально известным певцом как лирик, как лирический певец. И меня уже ждали, с аккордеоном, в белой рубашке… А я приезжал, — три года, с 1987 года [до выхода на экраны песни Россия в декабре 1989 года], — я приезжал в города и показывал вот это [песни острой социально-политической тематики], а люди меня ждали с аккордеоном, они не понимали, что происходит.

## Награды и достижения
- В 1987 году песня «Чистые пруды» исполнялась на фестивале «Песня года». Исполнитель — Игорь Тальков[4].
- В первом сезоне музыкального конкурса по определению рейтинга советских и российских песен всех времён «Достояние республики» 2009—2010 гг., результаты которого были подведены 30 мая 2010 года, песня «Чистые пруды» заняла 29-е место по результатам голосования телезрителей[5] и итоговое 4-е место с учётом голосов специализированного жюри конкурса[6]. Песню на конкурсе исполнила Лариса Долина.

## Другие исполнения
После Талькова песня была спета множеством российских исполнителей, среди которых Григорий Лепс, Стас Пьеха, Игорь Тальков (младший), Лариса Долина, группа «Премьер-министр» и многие другие.
В 2001 году Давид Тухманов записал авторскую версию «Чистых прудов», опубликовав её на диске «Давид Тухманов. Мои любимые… Избранные песни в исполнении автора» в ряду двенадцати треков.
В 2005 году Григорием Лепсом был записан свой оригинальный вариант песни «Чистые пруды», который вошёл в сборник певца «Избранное… 10 лет»
Также на основе музыки этой песни был записан трек «ЛиАЗ-677», посвященный автобусу данной модели, исполненный рэп-группой «БезСна».

## Издания

### В дискографииДавида Тухманова
- Электроклуб (1987)
- Давид Тухманов. Мои любимые… Избранные песни в исполнении автора (2001)

### В дискографииИгоря Талькова
- Чистые пруды (1987)
- Ностальгия (1993)
- Последний концерт (1996)
- Спасательный круг (1996)
- Призвание (2001)
- Суд — 25 мая 1991 года (2001)

### В дискографииИгоря Талькова (младшего)
- Чистые пруды (2006)

### В дискографииГригория Лепса
- Избранное... 10 лет (2005)

### Трибьюты
- Я вернусь (2001)

## Дополнительная информация
- Первый исполнитель песни широкой публике Игорь Тальков так характеризовал роль песни «Чистые пруды» в его творчестве и сценическом успехе[7]:

Надо сказать, помогла песня «Чистые пруды», хотя одно время я был расстроен таким успехом — после исполнения песни меня воспринимали только как «лирического героя». На концертах публика неизменно требовала «Чистые пруды», а когда я начинал петь иное, острое, своё, большинство зрителей просто недоумевало.

- В тексте другой песни Игоря Талькова под названием «Война» им упоминается песня «Чистые пруды». Певец в тексте этой песни сообщает, что хотел бы спеть песню «Чистые пруды», но в прудах нет чистой воды; застенчивых ив; «дальний берег детства, где звучит аккордеон», был взорван и что вокруг идет война[8]. Самим исполнителем эта песня называлась новой версией песни «Чистые пруды» или «Чистые пруды—2»[9].
- В первой серии фильма «Дело № 22: Мафия» (1989), входящего в сериал «Следствие ведут ЗнаТоКи», эта песня звучит в эпизоде, происходящем в поезде, подъезжающем к Москве, в исполнении Олега Бархатова.
- Некоторые приписывают первое исполнение этой песни Олегу Бархатову. Скорее всего это ошибочное суждение связано с тем, что широкая публика услышала песню впервые именно от Олега на фестивале в Юрмале. Но первым исполнителем все же был Игорь Тальков, как солист группы Электроклуб, где Тухманов был художественным руководителем. Хронология следующая - запись была сделана в конце 1986, песня сначала вышла в 1987 на пластинке, потом Олег спел в июле в Юрмале, потом Игорь на Песне года.